# Musée de la sculpture en plein air
Het Musée de la sculpture en plein air is een beeldenpark, gelegen Square Tino Rossi en Quai Saint-Bernard in het 5e arrondissement van Parijs, dicht bij de Jardin des plantes. De expositieruimte in het park bedraagt ongeveer 2 hectare.

## Geschiedenis
Het beeldenpark, een initiatief van de stad Parijs, dat werd ontworpen door de Franse architect Daniel Badani, is onderdeel van de Musées de la Ville de Paris en werd in 1980 voor het publiek geopend. De collectie telt 30 werken van Franse en internationale beeldhouwers en is vrij toegankelijk. Tot de collectie behoren werken van gerenommeerde beeldhouwers als César Baldaccini, Constantin Brâncuşi, Alexander Archipenko, Ossip Zadkine en Jean Arp, alsook van minder bekende beeldhouwers.

## De collectie (selectie)
- Agustín Cárdenas (1927-2001), La Grande Fenêtre, 1974
- Marta Colvin (1915-), Le Grand Signe, 1970
- Guy de Rougemont (1935-), Interpénétration des deux espaces, 1975
- Reinhoud D'Haese (1928-2007), Melmoth, 1966
- Marino Di Teana (1920-2012), Structure architecturale, 1973
- Étienne Martin (1913-1995), Demeure 1, 1954-1958
- Sorel Etrog (1933-), Fiesole, 1965-1967
- Albert Feraud (1921-), Sans titre, 1979
- Émile Gilioli (1911-1977), Esprit, Eau et Sang, 1973
- Yoshikuni Iida (1923-), Shining Wings, 1981
- Jean-Robert Ipoustéguy (1920-2006), Hydrophage, 1975
- Micha Laury (1946-), Mind Accumulation, 1988
- Aglae Liberaki (1923-), Abellio, 1971-1973
- Liuba Kirova (1923-), Stèle, 1977 en Animal 82, 1982
- Bernard Pagès (1940-), Sans titre, 1988
- Marta Pan (1923-2008), Sculpture, 1969
- Ruggero Pazzi (1927-), Sculpture, 1979
- Antoine Poncet (1928-), Ochicagogo, 1979
- Nicolas Schöffer (1912-1992), Chronos 10, 1978
- François Stahly (1911-2006), Neptune II, 1969